# SRGB

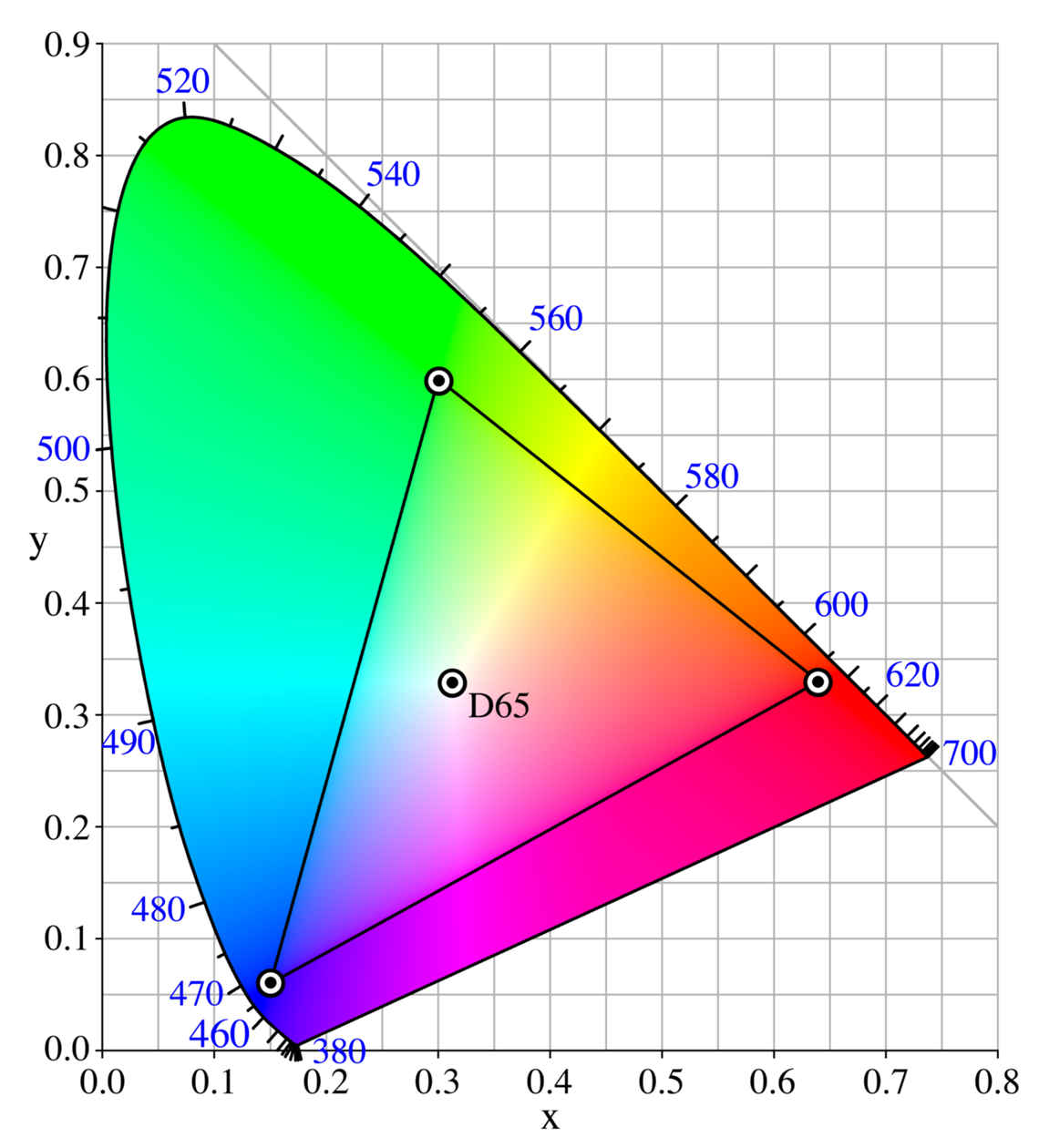
Спектр кольорів sRGB серед загального спектра доступних людському оку кольорів окреслено трикутником

sRGB (англ. standard Red Green Blue) — стандарт подання колірного спектру з використанням моделі RGB. sRGB створений спільно компаніями HP та Microsoft у 1996 році для уніфікації використання моделі RGB в моніторах, принтерах та на інтернет-сайтах.
sRGB використовує основні кольори, описані стандартом BT.709, аналогічно студійним моніторам та HD-телебаченню, а також гама-корекцію, аналогічно моніторам з електронно-променевою трубкою. Така специфікація дозволила закодованим у sRGB зображенням точно відображатися на звичайних CRT-моніторах та телевізорах, що стало свого часу основним фактором, що вплинув на прийняття sRGB як стандарту.
На відміну від більшості інших колірних просторів RGB, гама в sRGB не може бути виражена одним числовим значенням, оскільки функція корекції складається з лінійної частини поблизу чорного кольору, де гама дорівнює 1.0, і нелінійної частини до значення 2.4 включно. Приблизно можна вважати, що гама дорівнює 2.2. Гама може змінюватися від 1.0 до 2.3.

## Технічний опис стандарту
Для перекладу лінійних значень з простору XYZ в sRGB використовується така матриця:
{\displaystyle {\begin{bmatrix}R_{\mathrm {linear} }\\G_{\mathrm {linear} }\\B_{\mathrm {linear} }\end{bmatrix}}={\begin{bmatrix}3.2406&-1.5372&-0.4986\\-0.9689&1.8758&0.0415\\0.0557&-0.2040&1.0570\end{bmatrix}}{\begin{bmatrix}X\\Y\\Z\end{bmatrix}}}
Тут {\displaystyle R_{\mathrm {linear} }}, {\displaystyle G_{\mathrm {linear} }} та {\displaystyle B_{\mathrm {linear} }} визначені в діапазоні [0,1]. Координати білої точки, таким чином, складають (X,Y,Z = 0.9505, 1.0000, 1.0890).
Далі, для кожного із значень {\displaystyle R_{\mathrm {linear} }}, {\displaystyle G_{\mathrm {linear} }} та {\displaystyle B_{\mathrm {linear} }} використовується формула
{\displaystyle C_{\mathrm {srgb} }={\begin{cases}12.92C_{\mathrm {linear} },&C_{\mathrm {linear} }\leq 0.0031308\\(1+a)C_{\mathrm {linear} }^{1/2.4}-a,&C_{\mathrm {linear} }>0.0031308\end{cases}}}
- де {\displaystyle a=0.055}

Ці значення також зводяться до діапазону [0, 1], і для переведення до [0, 255] їх потрібно помножити на 255 і округлити.